# Tennis aux Jeux panaméricains de 2007
Navigation
2003 2011
Les compétitions de tennis aux Jeux panaméricains de 2007 ont lieu du 18 au 29 juillet 2007 à Rio de Janeiro, au Brésil. Les épreuves féminines ont eu lieu du 18 au 22 juillet, tandis que les épreuves masculines se sont déroulées du 23 au 29 juillet.

## Médaillés
| Simple messieurs | Flávio Saretta (BRA)                       | Adrián García (CHI)                             | Eduardo Schwank (ARG)                   |  |  |  |
| Double messieurs | Argentine Horacio Zeballos Eduardo Schwank | Chili Adrián García Jorge Aguilar               | Mexique Santiago González Víctor Romero |  |  |  |
|                  |                                            |                                                 |                                         |  |  |  |
| Simple dames     | Milagros Sequera (VEN)                     | Mariana Duque Marino (COL)                      | Betina Jozami (ARG)                     |  |  |  |
| Double dames     | Argentine Jorgelina Cravero Betina Jozami  | Colombie Karen Castiblanco Mariana Duque Marino | Brésil Joana Cortez Teliana Pereira     |  |  |  |

## Tableau des médailles
| * | Pays hôte |

| Rang  | Nation    | Or | Argent | Bronze | Total |
| ----- | --------- | -- | ------ | ------ | ----- |
| 1     | Argentine | 2  | 0      | 2      | 4     |
| 2     | Brésil *  | 1  | 0      | 1      | 2     |
| 3     | Venezuela | 1  | 0      | 0      | 1     |
| 4     | Brésil    | 0  | 2      | 0      | 2     |
| 4     | Chili     | 0  | 2      | 0      | 2     |
| 6     | Mexique   | 0  | 0      | 1      | 1     |
| Total | Total     | 4  | 4      | 4      | 12    |

Source : (en) Classement par nations.